# Quelque part un aigle
Albums de Johnny Hallyday
Black es noir
(1981-1982) La peur
(1982)
Singles
1. Montpellier / La Caisse
Sortie : 19 février 1982
2. Mon Amérique à moi
Sortie : 18 juin 1982

Quelque part un aigle est le 29e album studio de Johnny Hallyday il sort le 1er février 1982.

## Histoire
Quelque part un aigle est le premier album réalisé par Pierre Billon pour Johnny Hallyday qui renoue ici avec la composition et participe à l'écriture de l'ensemble des titres.
Véritable album « laboratoire », on en compte un ou deux par décennie dans la discographie d'Hallyday (Rêve et amour en 1968, Hamlet en 1976 et - dans une moindre mesure - Hollywood en 1979 ; et depuis, Ce que je sais en 1998, Jamais seul en 2011), Quelque part un aigle explore des chemins encore inexplorés par l'artiste prenant le contre pied des thèmes qui sont les siens.
Exit ici le « rockeur dur au cœur qui saigne », les « amours brisés ». Ici Johnny se paie même l'audace de « mettre en boîte » Hallyday, dans pas moins de quatre chansons : « T'es qu'un perdu qui se casse - t'est jamais qu'une mauvaise race » (La caisse), « Je serai sage ou du moins c'est ce que les gens penseront - mais au fond tout au fond - quelque part du font d'un trou quelque part du fond d'un lit - je préparerai en douce ma dernière grande connerie » (Sage pour vous), « Le doc m'a dit toc toc à 150 - ton cœur devrait se faire pote avec une ambulance - à force de battre à ce tempo il va te claquer dans la peau - un jour tu vas craquer moi ça ma fait marrer. » (Montpellier), « Quant sexuellement parlant j'suis un peu déprimé - les fantasmes en lambeaux et le corps épuisés - pas besoin d'infirmière toute nue sous sa blouse - quant je marche à côté de mes shoes j'me fais une cure de Blues » (Cure de Blues).
Côté musique, le son des guitares se fait plus hard, plus agressif. Les cuivres, véritables marque de fabrique du son Hallyday depuis Le Pénitencier de 1964, disparaissent et cèdent la place aux claviers et synthétiseurs (avec çà et là quelques touches de saxophone). 
Conséquence (comme pour les albums cités plus haut), le public est quelque peu dérouté et le disque n'obtient qu'un succès relatif. Pas vraiment de tubes donc pour de cet opus au concept original et son exploration d'univers musicaux différents.

## Autour de l'album
- Référence originale : 6 313 307

Enregistré à Los Angeles au studio Sound Connection Studio et à Paris au Studio des Dames, ce disque marque la dernière collaboration de Michel Mallory avec Johnny Hallyday. Parolier attitré de l'artiste depuis 1972, il ne signe ici que deux titres. Il faudra attendre 1999 et l'album Sang pour sang pour retrouver une chanson signé Mallory sur un album d'Hallyday.
Quelque part un aigle est côté pochette, la 4e et dernière pochette dessinée d'un album d'Hallyday. Il y eut précédemment : 1968 Rêve et amour, 1976 Hamlet, 1979 Hollywood.
Le titre Mon Amérique à moi commence sur la musique de My Country, 'Tis of Thee, un chant patriotique américain inspiré de l'hymne britannique, et s'achève sur quelques mesures de la chanson américaine The Battle Hymn of the Republic.
Depuis l'album de 1965 Johnny chante Hallyday, c'est la première fois que Johnny Hallyday écrit (ici en collaboration), les musiques de tout un album.

## Titres
| 1. | La caisse                    | Pierre Billon                 | Pierre Billon, Bruno Victoire, Johnny Hallyday | 4:18 |
| 2. | Sage pour vous               | Pierre Billon                 | Pierre Billon, Bruno Victoire, Johnny Hallyday | 5:42 |
| 3. | On va vous en donner du rock | Boris Bergman                 | Bruno Victoire - Johnny Hallyday               | 4:00 |
| 4. | Mercredi matin               | Pierre Billon                 | Mort Shuman, Johnny Hallyday                   | 4:53 |
| 5. | L'hosto                      | Pierre Billon                 | Bruno Victoire, Johnny Hallyday                | 3:28 |
| 6. | Mon Amérique à moi           | Philippe Labro                | Éric Bouad, Johnny Hallyday                    | 5:00 |
| 7. | Montpellier                  | Claude Lemesle, Pierre Billon | Bruno Victoire, Johnny Hallyday                | 4:27 |
| 8. | Cure de blues                | Michel Mallory                | Michel Mallory, Johnny Hallyday                | 3:42 |
| 9. | Décalage horaire             | Michel Mallory, Pierre Billon | Bruno Victoire, Pierre Billon, Johnny Hallyday | 3:53 |

## Musiciens
- Guitares : Georges Doering, Bill Fowler, Éric Bouad, Slim Pezin, Bruno Victoire, José Souc.
- Steel guitare : Steve Perkins.
- Basse : Steve Marsion, Éric Bouad, Sauveur Mallia.
- Batterie : Ed. Greene, Joe Hammer, Pierre Billon.
- Claviers, synthétiseurs : Steve Rucker.
- Synthétiseurs : Ryan Ulyate, Roger Loubet.
- Saxophone : Joel Peskin.
- Chœurs : The Waters, Éric Bouad, Bruno Victoire, Pierre Billon, Ryan Ulyate, Henri Loustau, John Volaitis, Ross Stein, Hervé Hochet.